# Eragrostis mokensis
Eragrostis mokensis är en gräsart som beskrevs av Pilg.. Eragrostis mokensis ingår i släktet kärleksgrässläktet, och familjen gräs. Inga underarter finns listade i Catalogue of Life.